# Powrót do raju (serial telewizyjny)
Powrót do raju (ang. East of Everything, 2008–2009) – australijski serial obyczajowy w reżyserii Stuarta McDonalda i Matthew Saville'a.
Światowa premiera serialu miała miejsce 30 marca 2008 roku na antenie ABC1. Ostatni odcinek serialu został wyemitowany 5 września 2009 roku. W Polsce serial nadawany jest na kanale Filmbox Extra.

## Obsada
- Richard Roxburgh jako Art Watkins
- Susie Porter jako Eve Pritchard
- Tom Long jako Vance Watkins
- Gia Carides jako Melanie Freedman
- Steve Bisley jako Terry Adams
- Liana Cornell jako Rebecca
- Kathryn Beck jako Lizzy Dellora
- Craig Stott jako Josh Watkins
- Nick Tate jako Gerry Watkins

## Spis odcinków
| N/o            | Tytuł angielski          |
| -------------- | ------------------------ |
|                |                          |
| SERIA PIERWSZA |                          |
|                |                          |
| 01             | Gross National Happiness |
|                |                          |
| 02             | Voila, Baby              |
|                |                          |
| 03             | The Shining Path         |
|                |                          |
| 04             | No Way To Nirvana        |
|                |                          |
| 05             | Save Me Some Scones      |
|                |                          |
| 06             | Aesthetic My Arse        |
|                |                          |
| SERIA DRUGA    |                          |
|                |                          |
| 07             | Weather Man              |
|                |                          |
| 08             | Cumin Get It             |
|                |                          |
| 09             | The Golden Rule          |
|                |                          |
| 10             | Secrets And Lies         |
|                |                          |
| 11             | Venus Rising             |
|                |                          |
| 12             | Homeward Bound           |
|                |                          |
| 13             | Community Chest          |
|                |                          |